# Birgit Minichmayr
Birgit Minichmayr (Linz, Àustria, 3 d'abril de 1977) és una actriu austríaca

## Biografia
Birgit Minichmayr estudia art dramàtic a l'Institut Max-Reinhardt-Seminar a Viena.
Comença la seva carrera a l'escenari a Viena al Burgtheater, on apareix en nombroses peces, com Der Reigen d'Arthur Schnitzler (posada en escena de Sven-Eric Bechtolf), Troilos i Crèssida de William Shakespeare (posada en escena de Declan Donnellan) i Der Färber und sein Zwillingsbruder de Johann Nestroy (posada en escena de Karlheinz Hackl).
Minichmayr va debutar al cinema l'any 2000.
Al 59è Festival de cinema de Berlín (2009) Minichmayr va aconseguir l'Os de Plata a la millor actriu per la seva actuació en Alle Anderen.

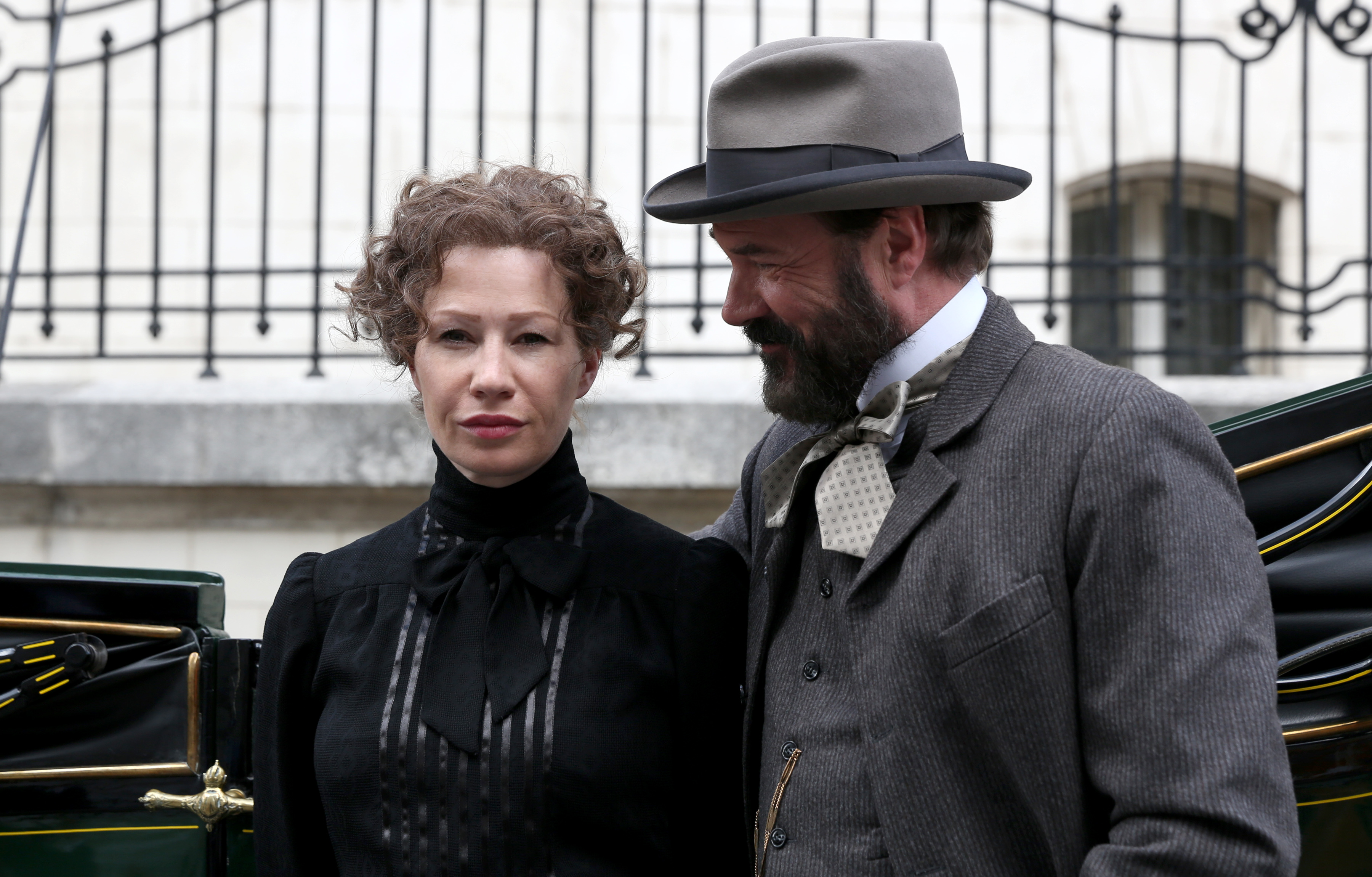
Birgit Minichmayr en el rodatge de Madame Nobel amb Sebastian Koch el 2014 a Viena

Al Festival de Berlín 2001, Minichmayr va ser una de les estrelles de la indústria cinematogràfica europea. El 2005 va fer el paper de la mare del personatge principal a la pel·lícula de Tom Tykwer El perfum: història d'un assassí, l'adaptació cinematogràfica de la novel·la de Patrick Süskind.
El 2009, va aconseguir l'Os de Plata a la millor actriu en el Festival Internacional de Cinema Berlín per la pel·lícula Alle anderen de Maren Ade
A la Berlinale 2012 va ser membre del jurat del Premi Amnistia Internacional de Cinema i estava al costat de Jürgen Vogel en el film Gnade.
El 2015 va ser nominada pel Festival de Cinema de Zuric en la categoria Fokus Schweiz, Deutschland, Österreich.
El 2017 va ser membre del jurat, encapçalat per Olivier Assayas, en el Festival de Locarno, per a la concessió del Lleopard d'Or.

## Filmografia
Filmografia:
| Data | Film                                                                | Paper              | Director                     | Notes                                                |
| 2000 | Tatort - Böses Blut                                                 | Kathi              | Peter Sämann                 | Telefilm – premi Nestroy Prize pel Millor nou talent |
| 2000 | Abschied                                                            | Barbara Brecht     | Jan Schütte                  | Cinema                                               |
| 2001 | Spiel Im Morgengrauen                                               | Steffi             | Götz Spielmann               | Telefilm                                             |
| 2001 | Prendre partit (Taking Sides)                                       | Emmi Straube       | István Szabó                 | Cinema                                               |
| 2002 | Liegen Lernen                                                       | Tina               | Hendrik Handloeghten         | Cinema                                               |
| 2003 | Hotel                                                               | Petra              | Jessica Hausner              | Cinema                                               |
| 2004 | Daniel Käfer - Die Villen Der Frau Hürsch                           | Mirz Schlömmer     | Julian Pölsner               | Telefilm                                             |
| 2004 | Spiele Leben                                                        | Tanja              | Antonin Svoboda              | Cinema                                               |
| 2004 | Downfall                                                            | Gerda Christian    | Oliver Hirschbiegel          | Cinema                                               |
| 2005 | Fallen                                                              | Brigitte           | Barbara Albert               | Cinema                                               |
| 2005 | El perfum: història d'un assassí (Perfume: The Story of a Murderer) | Grenouille's Mare  | Tom Tykwer                   | Cinema                                               |
| 2006 | PolizeiRuf 110 - Kellers Kind                                       | Aglaia             | Titus Selge                  | Telefilm                                             |
| 2006 | Kronprinz Rudolfs letzte Liebe                                      | Mizzi Kasper       | Robert Dornhelm              | Telefilm                                             |
| 2006 | KrankHeit Der Jugend                                                |                    | Estudiants de Michael Haneke | Cinema                                               |
| 2007 | Midsummer Madness                                                   | Maja               | Alexander Hahn               | Cinema                                               |
| 2008 | Kirschblüten - Hanami                                               | Karolin Angermeier | Doris Dörrie                 | Cinema                                               |
| 2009 | Alle Anderen                                                        | Gitti              | Maren Ade                    | Cinema                                               |
| 2009 | The White Ribbon                                                    | Frieda             | Michael Haneke               | Cinema                                               |
| 2009 | Der Knochenmann                                                     | Birgit             | Wolfgang Murnberger          | Cinema                                               |
| 2012 | Gnade                                                               |                    |                              |                                                      |
| 2015 | Jack                                                                | Maria              |                              |                                                      |
| 2017 | Animals                                                             | Anna               |                              |                                                      |

## Premis
- L'Os d'Or per a la millor actriu al 59è Festival Internacional de Cinema de Berlín pel seu treball a Alle Anderen.